# Dora Bruder
Dora Bruder es un relato biográfico y autobiográfico del escritor francés Patrick Modiano, ganador del Premio Nobel de Literatura en 2014, publicado el 2 de abril de 1997 por la editorial Gallimard. Aunque en ocasiones se la ha considerado novela por parte de periodistas y docentes, su autor sostiene que se trata de una investigación histórico-periodística con una fuerte implicación personal que busca reconstruir la vida de una joven parisina judía, Dora Bruder, desaparecida en la capital francesa en 1941.
Según Jeanne Bem, «Patrick Modiano se ha comportado hacia su trabajo como un biógrafo. [...] También, en mi opinión, que el autor tiene culpa de hacer seguir el título Dora Bruder de la palabra "novela". [...] Es una biografía escrita por un novelista, no una biografía novelada» . Se la ha definido como autoficción, por su fusión de elementos biográficos con ficticios, una corriente que pretende enraizarse, al menos, en la Comedia de Dante Alighieri. 

## Escritura de la obra
El período de la Ocupación y la situación de los judíos en París en aquel tiempo es un tema central y recurrente de la obra de Modiano. El desencadenante en este caso fue que Patrick Modiano, en 1988, «me encuentro en la página tres del periódico Paris-Soir del 31 de diciembre de 1941, en la sección “De ayer a hoy”» un breve anuncio que reza de esta forma:

«PARÍS. Se busca una joven, Dora Bruder, 15 años, 1 m. 55, rostro ovalado, ojos gris marrón, abrigo sport gris, jersey burdeos, falda y sombrero azul marino, zapatos sport marrón. Enviar todas las indicaciones al Sr. y Sra. Bruder, 41, bulevar Ornano, París.»
El origen del libro está ligado también a una discusión entre Patrick Modiano y Serge Klarsfeld[cita requerida]. En esta obra, considerada como una de las más importantes de su autor, no se hace ninguna referencia a la posible influencia para la preparación de la misma. Klarsfeld, molesto, llega a enviar a Modiano un correo el 3 de abril de 1997.
En una entrevista, Modiano explica el método de investigación que ha seguido, y afirma claramente que su libro no es una novela. Así mismo, declara que renuncia a la forma novelística:

Me sentí incitado a escribir una novela por Dora Bruder, que he escrito en 1989, después de haber leído el aviso de búsqueda. No sabía todavía nada de lo que he descubierto hoy. He escrito esta novela (Viaje de novios) para intentar cubrir el vacío que sentía cuando pensaba en Dora Bruder, de quien nada sabía. Pero una vez acabada la novela, me veía en el mismo punto. Y todo esto no podía acabar con un libro que fuera una novela. [...] Con Dora Bruder, me incliné en un comienzo por escribir una novela, pero finalmente he abordado el problema de frente.

Patrick Modiano redactará algunos años más tarde el prólogo al Journal de Hélène Berr, una joven francesa judía, autora de un diario durante la Ocupación y, como Dora Bruder, muerta tras su deportación.

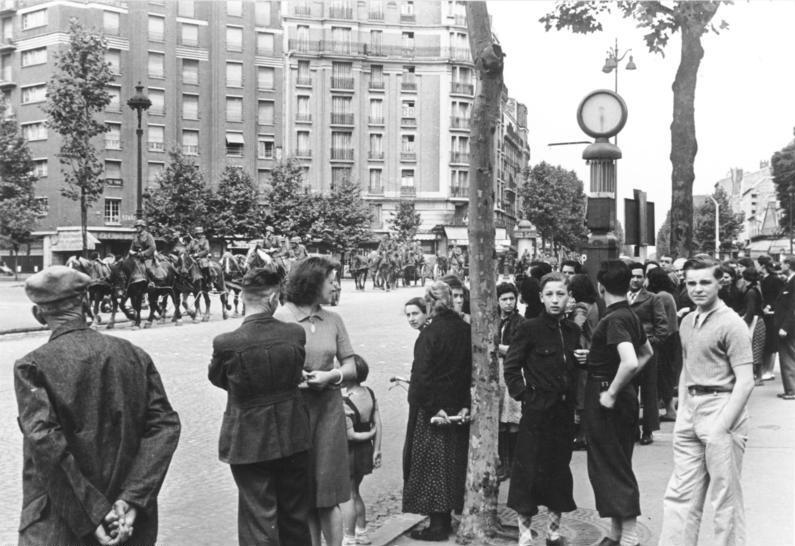
Las tropas alemanas por los bulevares exteriores de París en 1940.

Modiano, habiendo descubierto un aviso de apuestas en un número de Paris-Soir del 31 de diciembre de 1941, decide investigar sobre la joven Dora Bruder, nacida el 25 de febrero de 1926 en el hospital Rothschild en el 12.º  de París y domiciliada al 41, bulevar Ornano, que desapareció a la edad de 15 años como consecuencia de una serie de fugas repetidas y tras ser arrestada por la policía francesa. Buscando reconstruir cuantos elementos de la vida de esta joven fuera posible — con quien Modiano se identifica cada vez más en su intimidad — analiza todos los datos encontrados (a menudo bajo forma de extractos de documentos oficiales del período comprendido entre 1941 y 1942), entremezclados con pasajes de su propia vida y la de su padre, puestas en relación con la de Dora. Tanto ella como su padre, judío de origen austriaco, estuvieron arrestados por algunos meses, encarcelados en el cuartel des Tourelles del boulevard Mortier, después internos en el Campo de Drancy antes de ser deportados a Auschwitz 18 de septembre de 1942, fecha del convoy que los llevó hacia los campos de exterminio.

## Estilo

#### La aparente objetividad y la escritura de la sugerencia
«Intento deslizar brechas de silencio entre las frases; provocar un eco de vibración al finalizar cada una de ellas. Como en la acupuntura, pincho en ciertos sitios precisos para que la sensación se propague. Como lector, amo los estilos más virtuosos y más retóricos que el mío. Pero el riesgo entonces es asfixiar al lector, aturdirlo. Prefiero sugerir las cosas, dejando las sombras. En el cine, el ojo planea instintivamente hacia las zonas de penumbra para ver mejor.»
Dora Bruder es una obra híbrida, en la cual Modiano mezcla una investigación sobre una joven que se fugó bajo la Ocupación con sus propios recuerdos. El autor-narrador investiga sobre la desaparición de Dora Bruder apoyándose en numerosos documentos de los archivos, que marcan el relato y tejen el vínculo entre su historia personal y la de la joven desaparecida. Pero Modiano no es historiador. La dimensión historiográfica sirve aquí a la narración. El lector entrevé la historia general a través de la pequeña historia: la del destino hipotético de la joven y de los trozos de vida del autor. La escritura es sobria y relativamente neutra, con la intención de transcribir mejor la noción de ausencia y de vacío. En Dora Bruder, los efectos estilísticos dejan lugar a una escritura documental que aparece alejada de toda marca de subjetividad. Por ejemplo, «Se levanta más de 320 menciones de lugares: nombres de calle, dirección, hospitales, estaciones, jardines públicos, ayuntamiento, puertas de París. Así, el derrotero de Modiano va a desmarcarse rápidamente de la del historiador. »
Gracias un trabajo de escritura precisa, de utilización de fórmulas y de palabras llanas, el autor de Dora Bruder desea hacer énfasis en el poder de las palabras. Dora está físicamente ausente del relato y la investigación del narrador-autor no llegará a ningún término. Una ausencia que el autor parece querer cubrir, escribiendo simplemente su historia y para alumbrar la sombra de su existencia.

#### El estilo modalizado
Dora Bruder es un relato de investigación. Sin embargo, su autor dispone de muy poco material sobre las circunstancias y las pruebas del objeto de investigación, que es la fuga de Dora a partir de la cual las elipsis se multiplican. Efectivamente, esta omnipresencia del blanco, del vacío proviene por un lado de la ausencia de documentos : «Ce sont des personnes qui laissent peu de traces derrière elles. Presque des anonymes.» (p.28). Por otro lado se explica por el hecho que se ha quemado ciertos documentos «vergonzosos» por miedo a ser descubiertos. Modiano intenta más o menos formular un razonamiento que sea válido, y a través de él, alcanzar la verdad. El autor emite hipótesis para cubrir los agujeros; son a veces bajo forma de preguntas («intento reconstruir… », « Supongo que fue allí donde conoció a Cécile… », « Me preguntaba… », «me reducía a las suposiciones », etc.). 
Los modalizadores se ubican a dos niveles. Los modalizadores de la incertidumbre y, en ocasiones, el sentimiento de acercamiento a la realidad de los hechos («sin duda», «tal vez», «seguramente», «parece que», «es probable que», «puede que», «eso tiene que estar»). La incertidumbre de las proposiciones emitidas y la extrema prudencia del narrador se ve reforzadas por la recurrencia de ciertos verbos («preguntarse» y «suponer»). El último pasaje del libro reproducido también a la cuarta de cobertura deja aparecer el campo léxico del misterio («ignorar, esconderse, fugarse, escaparse»).

#### Una retóricacomparativa
La tentativa de reconstitución de la vida de Dora con los escasos fragmentos de información incita al autor a revelar algunos aspectos de su propia vida. Así, en la biografía de Dora, aparece un tipo de autobiografía o al menos algunos aspectos autobiográficos, que son las numerosas interferencias de la vida de Modiano. Traslada los recuerdos, los fragmentos de autobiográficos que pueden ayudar a comprender las circunstancias de la fuga de Dora que permanecen desconocidas. El relato no cesa de comparar unas vidas de épocas diferentes, pero también de los lugares: el París de hoy y del tiempo de la guerra: «J’ai l’impression d’être tout seul à faire le lien entre le Paris de ce temps-là et celui d’aujourd’hui, le seul à me souvenir de tous ces détails» (p.50) La originalidad de Dora Bruder reside en este vaivén permanente. 

#### La narración y la enunciación múltiple
A veces, el narrador se diversifica. Modiano inserta otros discursos además del suyo en diferentes momentos de la narración: «Según pude averiguar, las Hermanas de las Escuelas Cristianas de la calle Picpus habían organizado una colonia de vacaciones en Béthisy. ¿Sería en Béthisy-Saint-Martin o en Béthisy-Saint-Pierre? Los dos pueblos están en el distrito de Senlis, en el Valois. Es posible que Dora Bruder pasase algunos días con sus compañeras en el verano de 1941.» (p.32) Aquí, el otro discurso se muestra igualmente incompleto, pasando por la interrogación y finalmente la modalización. 
Se encuentran también pasajes introducidos por los verbos aprender, sentir y copiar :«He sabido que el súbdito francés (ario) Jean Jausion… » (p.90), «He sabido que había nacido en Odesa, el 24 de noviembre de 1902… » (p.92), y otros todavía «Hace dos años encontré por casualidad, en una librería de los muelles del Sena, la última carta de un hombre que partió en el convoy del 22 de junio  […] Copio su carta, este miércoles 29 de enero 1997, cincuenta y cinco años después. » (p.92).

## Impacto del libro
Considerada como una de las obras fundamentales del autor, sobre todo después de la obtención del premio Nobel de literatura en 2014, tanto el relato y su heroína principal incitan a la alcaldesa de París Anne Hidalgo a proponer de nombrar a finales de 2014 una vía del 18.º  de París «Paseo Dora-Bruder». Este paseo, ubicado sobre las vías enterradas del Petite Ceinture, se encuentra entre la calle Belliard y la calle Leibniz ; se inauguró en presencia de Patrick Modiano el 1 de junio de 2015.

## Personajes
- El narrador: lee por casualidad en Paris-Soir un anuncio con relación a la desaparición de una joven.
- Dora Bruder: adolescente judía que vive en París, fugada, nacida en 1926 y domiciliada al 41, boulevard Ornano.
- Ernest Bruder: el padre de Dora, vienés.
- Cécile Bruder: la madre de Dora, de origen húngaro.

#### Elementos biográficos adicionales sobre la familia Bruder
Al nacimiento de Dora Bruder, sus parientes, Ernest Bruder y Cécile Burdej, estaban domiciliados a Sevran, en el barrio de Freinville, al 2, avenida Liégeard. El censo de Sevran de 1926 indica que los parientes de Cécile, Erickel Burdej y Dincze Kutinéa vivían en la ciudad por esta época. Erickel Burdej era sastre. Las otras tres hijas de la pareja – las tías y tío de Dora – vivían en el hogar : Joseph (sastre) Rosa (fotógrafa) y Marguerite.

## Ediciones y traducciones
- Editorial Gallimard, coll. « Blanca », 1997,  ( ).
- Editorial Gallimard, coll. « Quarto », 2013  ( ).
- (en inglés) Dora Bruder (trad. Joanna Kilmartin), University of California Press, 1999 ISBN 9780520214262
- (en portugués) Dora Bruder (trad. G. Cascais Franco), ed. Asa Literatura, 2000, ISBN 9789724119823.
- (en italiano) Dora Bruder, ed. Guanda, 2004, ISBN 9788882467036.
- (es) Dora Bruder, ed. Seix Barral, 1999, ISBN 978-8432228421.
- (en alemán) Dora Bruder, ed. DTV Deutscher Taschenbuch, 2013, ISBN 9783423141826.